# Список наград и номинаций сериала «Локи»
«Ло́ки» (англ. Loki) — американский телесериал медиафраншизы «Кинематографическая вселенная Marvel» (КВМ), основанный на одноимённом персонаже издания Marvel Comics. Сериал был снят компанией Marvel Studios, распространяется компанией Walt Disney Studios Motion Pictures и является третьим сериалом в КВМ. Режиссёрами сериала выступили Кейт Херрон (1-й сезон) и дуэт Джастин Бенсон и Аарон Мурхед (2-й сезон), а главными сценаристами выступили Майкл Уолдрон (1-й сезон) и Эрик Мартин (2-й сезон). В сериале приняли участие актёры Том Хиддлстон, Оуэн Уилсон, София Ди Мартино, Гугу Мбата-Роу, Вунми Мосаку, Юджин Кордеро, Тара Стронг, Джонатан Мейджорс и Нил Эллис в первом сезоне. Затем, ко второму сезону присоединились Ке Хюи Куан, Рафаэль Касаль, Кейт Дики, Лиз Карр и Ричард Диксон. По сюжету, из-за команды «Мстители», путешествующей во времени, в руки альтернативной версии Локи из 2012-го года попадает Тессеракт и он сбегает, однако его арестовывает организация «Управление временными изменениями», обвиняя в нарушении «Священной линии времени».
Премьера первого сезона сериала «Локи», состоящего из шести эпизодов, состоялась на стриминговом сервисе Disney+ 9 июня 2021 года, эпизоды транслировались еженедельно по средам, и сезон завершился 14 июля. Второй сезон сериала, состоящий также из шести эпизодов, был выпущен на Disney+ 5 октября 2023 года в 21:00 по EST, премьера эпизодов осуществлялась еженедельно по четвергам, а завершился сезон 9 ноября. Специальный показ второго сезона состоялся 2 октября в Голливуде (Лос-Анджелес) в театре «Эль-Капитан». На сайте-агрегаторе рецензий Rotten Tomatoes сериал получил рейтинг одобрения 92 % со средней оценкой 7,85/10 на основе 340 отзывов. На сайте-агрегаторе Metacritic средневзвешенная оценка сериала составляет 74 балла из 100 на основе 32 отзывов, что указывает на «преимущественно положительные отзывы».
Сериал «Локи» получил множество наград и номинаций в различных категориях. Сериал получил шесть номинаций прайм-тайм премии «Эмми» в области творческих искусств, однако не победил ни в одной. Он также получил две номинации в премии Гильдии художников-постановщиков США и победил в категории «Одночасовой период или фантастический однокамерный сериал». Сериал получил четыре номинации   «Выбор телевизионных критиков», а также четыре номинации премии «Сатурн», где смог одержать победу в категории «Лучший телесериал в жанре фэнтези». Он был номинирован на премии «Харви» и «Дракон», а также победил в двух номинациях кинопремии MTV в категориях «Лучший прорыв года» и «Лучшая актёрская команда».

## Награды и номинации
| Награда                                                         | Дата церемонии вручения | Категория                                                                                           | Получатель(-и) | Результат | Прим.         |
| --------------------------------------------------------------- | ----------------------- | --------------------------------------------------------------------------------------------------- | --- | --------- | ------------- |
| «Дракон»                                                        | 5 сентября 2021         | «Лучший научно-фантастический или фэнтезийный телесериал»                                           | «Локи» | Номинация | [ 24 ]        |
| «Харви»                                                         | 8 октября 2021          | «Лучшая адаптация комикса / графического романа»                                                    | «Локи» | Номинация | [ 23 ]        |
| Премия «Мировой саундтрек»                                      | 23 октября 2021         | «Композитор года в области телевидения»                                                             | Натали Холт | Номинация | [ 26 ]        |
| Hollywood Music in Media Awards                                 | 17 ноября 2021          | «Лучшая оригинальная партитура в телевизионном шоу / ограниченном сериале»                          | Натали Холт | Номинация | [ 27 ]        |
| Hollywood Music in Media Awards                                 | 15 ноября 2023          | «Лучшая оригинальная партитура в телевизионном шоу / ограниченном сериале»                          | Натали Холт | Номинация | [ 28 ]        |
| Награды Профессиональной ассоциации Голливуда                   | 18 ноября 2021          | «Выдающиеся визуальные эффекты на телевидении (менее 13 эпизодов)»                                  | Дэн Делиув, Дэвид Сигер, Александра Грин, Джордж Курувилла, Дэн Майер (за эпизод «Journey into Mystery»)                                               | Номинация | [ 29 ]        |
| People’s Choice Awards                                          | 7 декабря 2021          | «Шоу 2021 года»                                                                                     | «Локи» | Победа    | [ 30 ]        |
| People’s Choice Awards                                          | 7 декабря 2021          | «Актёр-телезвезда 2021 года»                                                                        | Том Хиддлстон | Победа    | [ 30 ]        |
| People’s Choice Awards                                          | 7 декабря 2021          | «Шоу 2021 года, достойное внимания»                                                                 | «Локи» | Номинация | [ 30 ]        |
| People’s Choice Awards                                          | 7 декабря 2021          | «Научно-фантастическое шоу 2021 года»                                                               | «Локи» | Номинация | [ 30 ]        |
| People’s Choice Awards                                          | 18 февраля 2024         | «Научно-фантастическое шоу года»                                                                    | «Локи» | Победа    | [ 31 ]        |
| People’s Choice Awards                                          | 18 февраля 2024         | «Актёр-телезвезда года»                                                                             | Том Хиддлстон | Номинация | [ 31 ]        |
| Премия Гильдии киноактёров США                                  | 27 февраля 2022         | «Лучший каскадёрский ансамбль в телесериалах»                                                       | «Локи» | Номинация | [ 32 ]        |
| ТВ-премия Black Reel                                            | 28 февраля 2022         | «Премия Black Reel за лучшую гостевую мужскую роль в драматическом сериале»                         | Джонатан Мейджорс | Номинация | [ 33 ]        |
| ТВ-премия Black Reel                                            | 13 августа 2024         | «Премия Black Reel за лучшую женскую роль второго плана в драматическом сериале»                    | Гугу Мбата-Роу | Номинация | [ 34 ]        |
| ТВ-премия Black Reel                                            | 13 августа 2024         | «Премия Black Reel за лучшую женскую роль второго плана в драматическом сериале»                    | Вунми Мосаку | Номинация | [ 34 ]        |
| Премия Гильдии художников-постановщиков США                     | 5 марта 2022            | «Одночасовой период или фантастический однокамерный сериал»                                         | Касра Фарахани (за эпизод «Glorious Purpose») | Победа    | [ 20 ]        |
| Премия Гильдии художников-постановщиков США                     | 10 февраля 2024         | «Одночасовой фантастический однокамерный сериал»                                                    | Касра Фарахани (за эпизод «Ouroboros») | Номинация | [ 35 ]        |
| Премия Общества специалистов по визуальным эффектам             | 8 марта 2022            | «Выдающиеся визуальные эффекты в фотореалистичном эпизоде»                                          | Дэн Делиув, Элисон Пол, Сандра Балей, Дэвид Сигер (за эпизод «Journey into Mystery»)                                                                   | Номинация | [ 36 ]        |
| Премия Общества специалистов по визуальным эффектам             | 8 марта 2022            | «Выдающаяся виртуальная кинематография в CG-проекте»                                                | «Гонка к ковчегу» — Джесси Льюис-Эванс, Люк Эйвери, Отем Дюральд Аркапоу, Скотт Инкстер (за эпизод «Lamentis»)                                         | Номинация | [ 36 ]        |
| Премия Общества специалистов по визуальным эффектам             | 8 марта 2022            | «Выдающиеся эффекты симуляции в эпизоде, рекламном ролике или проекте в реальном времени»           | «Облако Алиота» — Джордж Курувилла, Менно Дийкстра, Мэттью Хангер, Джиён Шин (за эпизод «Journey into Mystery»)                                        | Номинация | [ 36 ]        |
| Премия Общества специалистов по визуальным эффектам             | 8 марта 2022            | «Выдающийся результат композитинга в фотореалистичном эпизоде»                                      | «Уничтожение города Шуро» — Пол Чепмен, Том Траскотт, Бьяджо Фиглиуцци, Аттила Шалма (за эпизод «Lamentis»)                                            | Победа    | [ 36 ]        |
| Премия Общества специалистов по визуальным эффектам             | 21 февраля 2024         | «Выдающиеся визуальные эффекты в фотореалистичном эпизоде»                                          | Кристофер Таунсенд, Элисон Пол, Мэтью Твайфорд, Кристофер Смоллфилд и Джон Уильям Ван Дер Пул (за эпизод «Glorious Purpose»)                           | Номинация | [ 37 ]        |
| Премия Общества специалистов по визуальным эффектам             | 21 февраля 2024         | «Выдающийся антураж в эпизоде, рекламном ролике или проекте реального времени»                      | Кристиан Уэйт, Бен Эйкин, Франческо Феррарези, Питер Уормингтон (за эпизод «1893»)                                                                     | Номинация | [ 37 ]        |
| Премия Общества специалистов по визуальным эффектам             | 21 февраля 2024         | «Выдающиеся эффекты симуляции в эпизоде, ролике или проекте реального времени»                      | Рафаэль Камачо, Джонатан Лиддон-Таул, Жюльен Легай, Бенедикт Рёттгер (за эпизод «Science/Fiction»)                                                     | Номинация | [ 37 ]        |
| Премия Гильдии художников по костюмам                           | 9 марта 2022            | «Выдающиеся достижения в области научно-фантастического телевидения»                                | Кристин Вада (за эпизод «Journey into Mystery») | Номинация | [ 38 ] [ 39 ] |
| Премия Гильдии художников по костюмам                           | 21 февраля 2024         | «Выдающиеся достижения в области научно-фантастического телевидения»                                | Кристин Вада (за эпизод «1893») | Номинация | [ 40 ]        |
| Премия Гильдии художников по костюмам                           | 21 февраля 2024         | «Превосходство в иллюстрировании костюмов»                                                          | Фелипе Санчес (за эпизод «1893») | Номинация | [ 40 ]        |
| MPSE Golden Reel Awards                                         | 13 марта 2022           | «Выдающиеся достижения в области звукового монтажа — ограниченный сериал или антология»             | Различные (за эпизод «Journey into Mystery») | Номинация | [ 41 ]        |
| MPSE Golden Reel Awards                                         | 3 марта 2024            | «Выдающееся достижение в области редактирования звука — эффекты и фоулинг в длинных формах вещания» | Бьорн Оле Шредер, Дэвид Крастка, Андре Цвирс, Малкольм Файф, Джейми Скотт, Алисса Неварес, Давит Земене, Сандра Фокс (за эпизод «Glorious Purpose»)    | Номинация | [ 42 ]        |
| MPSE Golden Reel Awards                                         | 3 марта 2024            | «Выдающееся достижение в области музыкального монтажа — длинные эфирные программы»                  | Анеле Ониквере, Нашиа Вачсман, Ричард Армстронг, Эд Гамильтон (за эпизод «Glorious Purpose»)                                                           | Номинация | [ 42 ]        |
| Суперпремия «Выбор критиков»                                    | 17 марта 2022           | «Лучший супергеройский сериал»                                                                      | «Локи» | Номинация | [ 43 ]        |
| Суперпремия «Выбор критиков»                                    | 17 марта 2022           | «Лучший актёр в супергеройском сериале»                                                             | Том Хиддлстон | Победа    | [ 43 ]        |
| Суперпремия «Выбор критиков»                                    | 17 марта 2022           | «Лучшая актриса в супергеройском сериале»                                                           | София Ди Мартино | Номинация | [ 43 ]        |
| Суперпремия «Выбор критиков»                                    | 17 марта 2022           | «Лучшая актриса в супергеройском сериале»                                                           | Гугу Мбата-Роу | Номинация | [ 43 ]        |
| Суперпремия «Выбор критиков»                                    | 17 марта 2022           | «Лучший злодей в сериале»                                                                           | Джонатан Мейджорс | Номинация | [ 43 ]        |
| Суперпремия «Выбор критиков»                                    | 4 апреля 2024           | «Лучший супергеройский сериал»                                                                      | «Локи» | Номинация | [ 44 ]        |
| Суперпремия «Выбор критиков»                                    | 4 апреля 2024           | «Лучший актёр в супергеройском сериале»                                                             | Том Хиддлстон | Номинация | [ 44 ]        |
| Суперпремия «Выбор критиков»                                    | 4 апреля 2024           | «Лучший актёр в супергеройском сериале»                                                             | Ке Хюи Куан | Номинация | [ 44 ]        |
| Суперпремия «Выбор критиков»                                    | 4 апреля 2024           | «Лучшая актриса в супергеройском сериале»                                                           | София Ди Мартино | Номинация | [ 44 ]        |
| Премия Гильдии сценаристов США                                  | 20 марта 2022           | «Лучший сценарий в драматическом телесериале»                                                       | Биша Али, Элисса Карасик, Эрик Мартин, Майкл Уолдрон                                                                                                   | Номинация | [ 45 ]        |
| Премия Гильдии сценаристов США                                  | 20 марта 2022           | «Лучший сценарий в новом телесериале»                                                               | Биша Али, Элисса Карасик, Эрик Мартин, Майкл Уолдрон                                                                                                   | Номинация | [ 45 ]        |
| Nickelodeon Kids’ Choice Awards                                 | 9 апреля 2022           | «Любимое телешоу»                                                                                   | «Локи» | Номинация | [ 46 ]        |
| Nickelodeon Kids’ Choice Awards                                 | 9 апреля 2022           | «Любимый актёр-телезвезда»                                                                          | Том Хиддлстон | Победа    | [ 46 ]        |
| Nickelodeon Kids’ Choice Awards                                 | 13 июля 2024            | «Любимое телешоу»                                                                                   | «Локи» | Номинация | [ 47 ]        |
| Nickelodeon Kids’ Choice Awards                                 | 13 июля 2024            | «Любимый актёр-телезвезда»                                                                          | Том Хиддлстон | Номинация | [ 47 ]        |
| Премия Британской академии телевизионного мастерства            | 24 апреля 2022          | «Лучшая оригинальная музыка»                                                                        | Натали Холт | Номинация | [ 48 ]        |
| Премия Британской академии телевизионного мастерства            | 28 апреля 2024          | «Лучшая оригинальная музыка»                                                                        | Натали Холт | Номинация | [ 49 ]        |
| Премия Американского общества композиторов, авторов и издателей | 2 мая 2022              | «Телевизионный трек года»                                                                           | Натали Холт | Номинация | [ 50 ]        |
| Премия Американского общества композиторов, авторов и издателей | 2 мая 2022              | «Телевизионная тема года»                                                                           | Натали Холт | Номинация | [ 50 ]        |
| Кинонаграды MTV                                                 | 5 июня 2022             | «Лучшее шоу»                                                                                        | «Локи» | Номинация | [ 25 ]        |
| Кинонаграды MTV                                                 | 5 июня 2022             | «Лучший прорыв года»                                                                                | София Ди Мартино | Победа    | [ 25 ]        |
| Кинонаграды MTV                                                 | 5 июня 2022             | «Лучшая актёрская команда»                                                                          | Том Хиддлстон, София Ди Мартино и Оуэн Уилсон | Победа    | [ 25 ]        |
| Награды Американского общества декораторов                      | 2 августа 2022          | «Лучшие достижения в декоре / дизайне часового фэнтези или научно-фантастического сериала»          | Клаудия Бонф и Касра Фарахани | Номинация | [ 51 ]        |
| Теленаграды Голливудского творческого альянса                   | 14 августа 2022         | «Лучший потоковый сериал / драма»                                                                   | «Локи» | Номинация | [ 52 ]        |
| Теленаграды Голливудского творческого альянса                   | 14 августа 2022         | «Лучший актёр в потоковом сериале / драме»                                                          | Том Хиддлстон | Номинация | [ 52 ]        |
| Теленаграды Голливудского творческого альянса                   | 14 августа 2022         | «Лучшая актриса второго плана в потоковом сериале / драме»                                          | София Ди Мартино | Номинация | [ 52 ]        |
| Теленаграды Голливудского творческого альянса                   | 14 августа 2022         | «Лучший актёр второго плана в потоковом сериале / драме»                                            | Оуэн Уилсон | Номинация | [ 52 ]        |
| Теленаграды Голливудского творческого альянса                   | 14 августа 2022         | «Лучший сценарий в потоковом сериале / драме»                                                       | Майкл Уолдрон (за эпизод «Glorious Purpose») | Номинация | [ 52 ]        |
| Теленаграды Голливудского творческого альянса                   | 14 августа 2022         | «Лучшая режиссура в потоковом сериале / драме»                                                      | Кейт Херрон (за эпизод «Journey into Mystery») | Номинация | [ 52 ]        |
| Награда «Dorian»                                                | 17 августа 2022         | «Самое яркое визуальное шоу»                                                                        | «Локи» | Номинация | [ 53 ]        |
| Прайм-тайм премия «Эмми» в области творческих искусств          | 3-4 сентября 2022       | «Выдающееся художественное оформление нарративной современной программы (час или более)»            | Касра Фарахани, Наташа Герасимова и Клаудия Бонф (за эпизод «Glorious Purpose»)                                                                        | Номинация | [ 19 ]        |
| Прайм-тайм премия «Эмми» в области творческих искусств          | 3-4 сентября 2022       | «Выдающаяся операторская работа в однокамерном сериале (один час)»                                  | Отем Дюральд Аркапоу (за эпизод «Lamentis») | Номинация | [ 19 ]        |
| Прайм-тайм премия «Эмми» в области творческих искусств          | 3-4 сентября 2022       | «Выдающиеся костюмы в жанре фэнтези / научной фантастики»                                           | Кристин Вада, Нора Педерсон, Тэмсин Костелло и Кэрол Бидл (за эпизод «Glorious Purpose»)                                                               | Номинация | [ 19 ]        |
| Прайм-тайм премия «Эмми» в области творческих искусств          | 3-4 сентября 2022       | «Лучшая музыкальная композиция для телесериала»                                                     | Натали Холт (за эпизод «Glorious Purpose») | Номинация | [ 19 ]        |
| Прайм-тайм премия «Эмми» в области творческих искусств          | 3-4 сентября 2022       | «Лучшая оригинальная главная вступительная музыкальная тему»                                        | Натали Холт | Номинация | [ 19 ]        |
| Прайм-тайм премия «Эмми» в области творческих искусств          | 3-4 сентября 2022       | «Выдающийся монтаж звука в комедийном или драматическом сериале (один час)»                         | Различные (за эпизод «Journey into Mystery») | Номинация | [ 19 ]        |
| Прайм-тайм премия «Эмми» в области творческих искусств          | 7-8 сентября 2024       | «Выдающиеся костюмы в жанре фэнтези / научной фантастики»                                           | Кристин Вада, Харриет Кендалл, Кристен Эрнст-Браун и Том Хорнсби (за эпизод «1893»)                                                                    | Номинация | [ 54 ]        |
| Прайм-тайм премия «Эмми» в области творческих искусств          | 7-8 сентября 2024       | «Выдающееся звуковое сведение для комедийного или драматического сериала»                           | Кэрол Урбан и Пол Манро (за эпизод «Glorious Purpose»)                                                                                                 | Номинация | [ 54 ]        |
| Прайм-тайм премия «Эмми» в области творческих искусств          | 7-8 сентября 2024       | «Лучшие визуальные эффекты»                                                                         | Кристофер Таунсенд, Элисон Пол, Сандра Балей, Мэтью Твайфорд, Кристофер Смоллфилд, Джон Уильям Ван дер Пул, Стив Монкур, Джулиан Хатченс и Кевин Юилль | Номинация | [ 54 ]        |
| «Хьюго»                                                         | 4 сентября 2022         | «Лучшая постановка»                                                                                 | Эрик Мартин, Кейт Херрон, Майкл Уолдрон (за эпизод «The Nexus Event»)                                                                                  | Номинация | [ 55 ]        |
| «Сатурн»                                                        | 25 октября 2022         | «Лучший телесериал в жанре фэнтези»                                                                 | «Локи» | Победа    | [ 22 ]        |
| «Сатурн»                                                        | 25 октября 2022         | «Лучшая мужская роль в потоковом телевизионном сериале»                                             | Том Хиддлстон | Номинация | [ 22 ]        |
| «Сатурн»                                                        | 25 октября 2022         | «Лучшая гостевая роль в телесериале»                                                                | Джонатан Мейджорс | Номинация | [ 22 ]        |
| «Сатурн»                                                        | 4 февраля 2024          | «Лучшее DVD-издание телесериала»                                                                    | «Локи» (1-й сезон) – 4K Steelbook | Номинация | [ 56 ]        |
| «Сатурн»                                                        | 2 февраля 2025          | «Лучший супергеройский телесериал»                                                                  | «Локи» | Ожидается | [ 57 ]        |
| «Сатурн»                                                        | 2 февраля 2025          | «Лучшая гостевая роль в телесериале»                                                                | Ке Хюи Куан | Ожидается | [ 57 ]        |
| «Выбор телевизионных критиков»                                  | 14 января 2024          | «Лучший драматический сериал»                                                                       | «Локи» | Номинация | [ 21 ]        |
| «Выбор телевизионных критиков»                                  | 14 января 2024          | «Лучшая мужская роль в драматическом сериале»                                                       | Том Хиддлстон | Номинация | [ 21 ]        |
| «Выбор телевизионных критиков»                                  | 14 января 2024          | «Лучшая мужская роль второго плана в драматическом сериале»                                         | Ке Хюи Куан | Номинация | [ 21 ]        |
| «Выбор телевизионных критиков»                                  | 14 января 2024          | «Лучшая женская роль второго плана в драматическом сериале»                                         | София Ди Мартино | Номинация | [ 21 ]        |
| Награды Общества композиторов и лириков                         | 13 февраля 2024         | «Выдающаяся оригинальная партитура для телевизионной постановки»                                    | Натали Холт | Номинация | [ 58 ]        |
| ТВ-премия «Астра»                                               | 8 декабря 2024          | «Лучший потоковый драматический сериал»                                                             | «Локи» | Номинация | [ 59 ] [ 60 ] |
| ТВ-премия «Астра»                                               | 8 декабря 2024          | «Лучшая мужская роль в потоковом драматическом сериале»                                             | Том Хиддлстон | Номинация | [ 59 ] [ 60 ] |
| ТВ-премия «Астра»                                               | 8 декабря 2024          | «Лучшая мужская роль второго плана в потоковом драматическом сериале»                               | Ке Хюи Куан | Номинация | [ 59 ] [ 60 ] |
| ТВ-премия «Астра»                                               | 8 декабря 2024          | «Лучшая мужская роль второго плана в потоковом драматическом сериале»                               | Оуэн Уилсон | Номинация | [ 59 ] [ 60 ] |
| ТВ-премия «Астра»                                               | 8 декабря 2024          | «Лучшая женская роль второго плана в потоковом драматическом сериале»                               | Гугу Мбата-Роу | Номинация | [ 59 ] [ 60 ] |
| ТВ-премия «Астра»                                               | 8 декабря 2024          | «Лучшая режиссура потокового драматического сериала»                                                | Джастин Бенсон и Аарон Мурхед (за эпизод «Science/Fiction»)                                                                                            | Номинация | [ 59 ] [ 60 ] |
| ТВ-премия «Астра»                                               | 8 декабря 2024          | «Лучший сценарий потокового драматического сериала»                                                 | Эрик Мартин (за эпизод «Glorious Purpose») | Номинация | [ 59 ] [ 60 ] |

## Комментарии
1. ↑  Даты вручения наград и проставления номинаций указаны в хронологическом порядке.
2. ↑  Дэвид Акорд[англ.], Мэттью Вуд[англ.], Кирстен Мате, Адам Копальд, Стив Сланец, Брэд Семенофф, Дэвид Фармер, Джоэл Раабе, Шелли Роден, Джон Рош[англ.], Анеле Ониквере, Нашиа Вачсман и Эд Гамильтон.
3. ↑  Мэттью Вуд, Дэвид Акорд, Брэд Семенофф, Стив Сланек, Кирстен Мате, Адам Копальд, Джоэл Раабе, Анеле Ониквере, Эд Гамильтон, Нашиа Вачсман, Шелли Роден и Джон Рош.